# Беккер, Шарлотта
Шарлотта Беккер (нем. Charlotte Becker, род. 19 мая 1983, Даттельн, Северный Рейн-Вестфалия) — немецкая профессиональная велогонщица, выступающая в настоящее время за женскую команду UCI, Arkéa Pro Cycling Team.

## Карьера

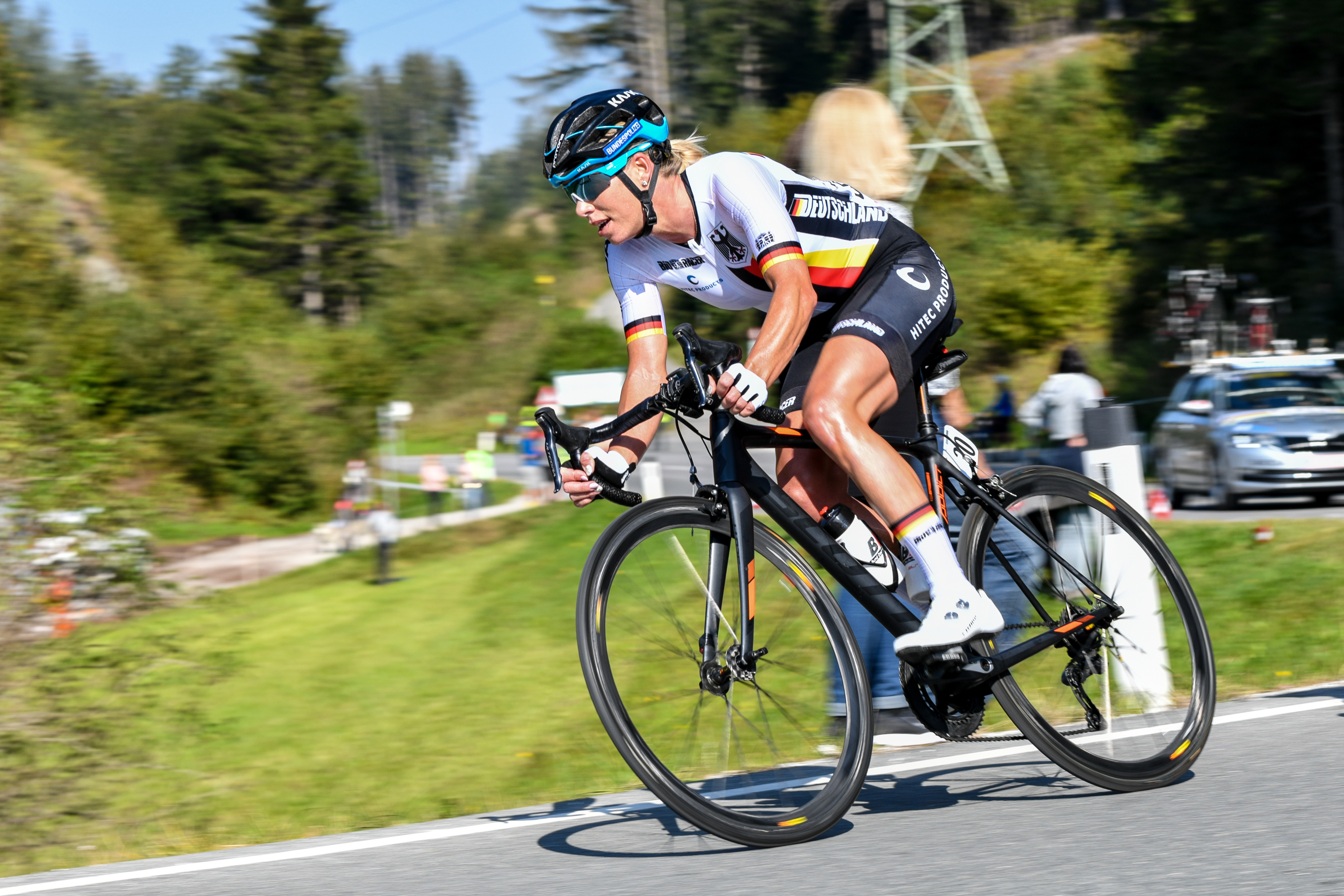
Шарлотта Беккер во время женской групповой гонки на чемпионате мира по шоссейным велогонкам 2018 в Инсбруке

Участвовала в летних Олимпийских играх 2012 года в женской шоссейной гонке, но финишировала с превышением лимита времени. Она также выступала на треке в женской командной гонке преследования за национальную команду. В 2015 году она подписала контракт с командой Team Coop–Hitec Products на сезон шоссейных велогонок.
Её старшая сестра, Кристина Беккер, также является трековой велогонщицей и вместе с Шарлоттой участвовала в командной гонке преследования.

## Достижения

### Трек
2000
 Чемпионат мира U19 — индивидуальная гонка преследования
2001
 Чемпионат мира U19 — индивидуальная гонка преследования
2002
3-я на Чемпионат Германии — индивидуальная гонка преследования
2004
 Чемпионат Европы U19 — гонка по очкам
2005
 Чемпионат Европы U19 — гонка по очкам
2006
2-я на Кубок мира, Сидней — скрэтч
2007
2-я на Чемпионат Германии — индивидуальная гонка преследования
2-я на Чемпионат Германии — гонка по очкам
2008
1-я на Кубок мира, Лос-Анджелес — скрэтч
2-я на Кубок мира, Манчестер — командная гонка преследования
 Чемпионат мира — командная гонка преследования
2009
3-я на Кубок мира, Копенгаген — командная гонка преследования
3-я на Кубок мира, Кали — гонка по очкам
2010
Международный Гран-при по трековому велоспорту в Перте
1-я гонка по очкам
3-я скрэтч
2-я на Кубок мира, Мельбурн — командная гонка преследования
2011
 Чемпионат Европы — командная гонка преследования
3-я на Кубок мира, Астана — командная гонка преследования
2012
Международный Гран-при по трековому велоспорту в Перте
1-я гонка по очкам
1-я скрэтч
2018
 Чемпионат Германии — скрэтч
 Чемпионат Германии — гонка по очкам
 Чемпионат Германии — индивидуальная гонка преследования
3-я на Кубок мира, Сен-Кантен-ан-Ивелин — гонка по очкам
 Чемпионат Европы — командная гонка преследования
2019
2-я на Кубок мира, Гонконг — командная гонка преследования

### Шоссе
2001
6-я на Чемпионат мира — групповая гонка U19
2006
 Чемпионат Германии — индивидуальная гонка
2007
2-я на Чемпионат Германии — индивидуальная гонка
6-я на Холланд Ледис Тур
6-я на Тур Бохума
9-я на Durango-Durango Emakumeen Saria
2008
1-я на Холланд Ледис Тур
3-я на Чемпионат Германии — индивидуальная гонка
3-я на Опен Воргорда RR
3-я на Хроно Наций
5-я на Тур Нюрнберга
6-я на Грация Орлова
8-я на Австралиа Ворлд Кап
9-я на Чемпионат мира — индивидуальная гонка
2009
Альбштадт-Фрауэн-Этаппенреннен
1-я в генеральной классификации
1-й этап
2-й этап на Thüringen Rundfahrt der Frauen
2-й этап (TTT) на Тур де л'Од
2-я на Rund um das Theater
3-я на Джиро ди Тоскана — Мемориал Микеллы Фанини
4-я на Чемпионат Германии — групповая гонка
4-я на Чемпионат Германии — индивидуальная гонка
4-я на Чемпионат Германии — гонка в гору
4-я на Опен Воргорда TTT
5-я на Rund um den Elm
6-я на Ster Zeeuwsche Eilanden
7-я на Frühjahrsstraßenpreis RSC Fürth
7-я на Allgäuer Straßenpreis
8-я на Тур Большого Монреаля
8-я на Гран-при Бриссаго — Лаго-Маджоре
2010
 Чемпионат Германии — групповая гонка
2-я на Чемпионат Германии — индивидуальная гонка
1-я на Опен Воргорда TTT
8-я на Опен Воргорда RR
1-я на Гран-при Вальядолида
1-я на Cologne Classic
1-я на Ronde van Rijssen
1-я на Rund in Hamm
1-я на Rund um Düren
4-я на Холланд Ледис Тур
4-я на Тур острова Чунмин
4-я на Тур Дренте
5-я на Omloop Rond het Ronostrand
6-я на Рут де Франс феминин
6-я на Гран-при Плуэ — Бретань
6-я на Omloop van Borsele
7-я на 7-Dorpenomloop Aalburg
7-я на Novilon Eurocup Ronde van Drenthe
9-я на Drentse 8 van Dwingeloo
2011
1-я на Опен Воргорда TTT
1-я на Rund um den Elm
1-я на City Trophy Elsy Jacobs TTT
Джиро ди Тоскана — Мемориал Микеллы Фанини
1-я в генеральной классификации
1-й (TTT) и 7-й этапы
6-я на Чемпионат Германии — групповая гонка
2-я на Чемпионат Германии — индивидуальная гонка
Трофи д’Ор
2-я в генеральной классификации
2-й (TTT) и 3-й этапы
2-я на Тур Катара
2-я на Omloop van Borsele
3-я на Тур Калифорнии ITT
3-я на Тур острова Чунмин Кубок мира
6-я на Profronde van Made
8-я на Wielerdag van Monster
10-я на Гран-при Вальядолида
2012
 Чемпионат мира — командная гонка (с Эллен ван Дейк, Амбер Небен, Эвелин Стивенс, Иной-Йоко Тойтенберг и Трикси Воррак)
1-я на этапе 2 (командная гонка с раздельным стартом) Holland Ladies Tour
1-я на Cologne Classic
2-я на Чемпионат Германии — групповая гонка
4-я на Чемпионат Германии — индивидуальная гонка
2-я на Durango-Durango Emakumeen Saria
3-я на Dorstener Radsportfestival
6-я на Giro del Trentino Alto Adige-Südtirol
6-я на Тур острова Чунмин Кубок мира
2013
1-я на NSW International Grand Prix Cycling Criterium Series
4-я на Launceston Cycling Classic
5-я на Чемпионат Германии — индивидуальная гонка
5-я на Опен Воргорда TTT
6-я на Чемпионат мира — командная гонка
9-я на London Nocturne
2014
Тур острова Чжоушань
1-я в генеральной классификации
1-й этап
1-я на Jugendrenntag der Stadt Langenhagen
2-я на Wielerronde van Valkenswaard
3-я на Чемпионат Германии — групповая гонка
4-я на Чемпионат Германии — индивидуальная гонка
3-я на Milk Race
4-я на Rotterdam
7-я на Тур острова Чунмин
7-я на Тур острова Чунмин Кубок мира
2015
3-я на Тур острова Чжоушань
5-я на Чемпионат Германии — групповая гонка
6-я на Чемпионат Германии — индивидуальная гонка
9-я на Опен Воргорда TTT
10-я на Чемпионат мира — командная гонка
10-я на Женский Тур Норвегии
2016
1-я на 94.7 Cycle Challenge
1-я на Rund in Refrath um den Preis vom Autohaus Baldsiefen
2-я на Großer Preis der Sparkasse Beckum
3-я на KZN Summer Series 1
5-я на Чемпионат Германии — групповая гонка
6-я на Чемпионат мира — командная гонка
7-я на KZN Summer Series 2
2017
Тур острова Чжоушань
1-я в генеральной классификации
2-й этап
1-я на UNI-Radrennen
3-я на Чемпионат Германии — групповая гонка
7-я на Чемпионат Германии — индивидуальная гонка
4-я на Тур Бохума
9-я на Чемпионат мира — командная гонка
9-я на Опен Воргорда TTT
2018
Тур острова Чунмин
1-я в генеральной классификации
2-й этап
1-я на этапе 2
Тур острова Чжоушань
2-я в генеральной классификации
2-й этап
7-я на Тур Таиланда
бойцовский гонщик на 4-м этапе The Women's Tour
2019
5-я на Чемпионат Германии — групповая гонка
8-я на Durango-Durango Emakumeen Saria
2020
2-я на Чемпионат Германии — групповая гонка

### Статистика выступления наГранд-турах
| Гонка / Год          | 2002           | 2003           | 2004           | 2005           | 2006           | 2007           | 2008           | 2009           | 2010           | 2011           | 2012           | 2013           | 2014           | 2015           | 2016           | 2017           | 2018           | 2019           |
| -------------------- | -------------- | -------------- | -------------- | -------------- | -------------- | -------------- | -------------- | -------------- | -------------- | -------------- | -------------- | -------------- | -------------- | -------------- | -------------- | -------------- | -------------- | -------------- |
| Рут де Франс феминин | не проводилась | не проводилась | не проводилась | не проводилась | —              | —              | —              | —              | 6              | —              | —              | DNF            | DNF            | —              | —              | не проводилась | не проводилась | не проводилась |
| Тур де л'Од феминин  | DNF            | —              | —              | 73             | 53             | 34             | DNF            | 38             | —              | не проводилась | не проводилась | не проводилась | не проводилась | не проводилась | не проводилась | не проводилась | не проводилась | не проводилась |
| Джиро д’Италия Донне | —              | —              | —              | —              | 52             | DNF            | 42             | DNF            | —              | 86             | 38             | 58             | 54             | —              | DNF            | 48             | —              | 73             |
| Ла Вуэльта Фамм      | не проводилась | не проводилась | не проводилась | не проводилась | не проводилась | не проводилась | не проводилась | не проводилась | не проводилась | не проводилась | не проводилась | не проводилась | не проводилась | не проводилась | не проводилась | не проводилась | не проводилась | не проводилась |

### Рейтинги
| Год                 | 2004  | 2005  | 2006  | 2007 | 2008 | 2009 | 2010 | 2011 | 2012 | 2013  | 2014 | 2015  | 2016  | 2017  | 2018 | 2019  | 2020  | 2021   |
| ------------------- | ----- | ----- | ----- | ---- | ---- | ---- | ---- | ---- | ---- | ----- | ---- | ----- | ----- | ----- | ---- | ----- | ----- | ------ |
| Мировой рейтинг UCI | 110-й | 148-й | 139-й | 92-й | 27-й | 31-й | 10-й | 15-й | 46-й | 149-й | 43-й | 167-й | 544-й | 58-й  | 55-й | 445-й | 170-й | 1097-й |
| Мировой кубок UCI   | -     | -     | -     | -    | 8-й  | -    | 4-й  | -    | -    | -     | -    | -     |       |       |      |       |       |        |
| Мировой тур UCI     |       |       |       |      |      |      |      |      |      |       |      |       | -     | 131-й | 38-й | 187-й | 172-й | -      |
|                     |       |       |       |      |      |      |      |      |      |       |      |       |       |       |      |       |       |        |
| Источник: UCI       |       |       |       |      |      |      |      |      |      |       |      |       |       |       |      |       |       |        |